# Giaura nigrostrigata
Giaura nigrostrigata is een vlinder uit de familie van de visstaartjes (Nolidae). De wetenschappelijke naam van de soort is voor het eerst geldig gepubliceerd in 1905 door Bethune-Baker.